# Détachement d'armée Serbie

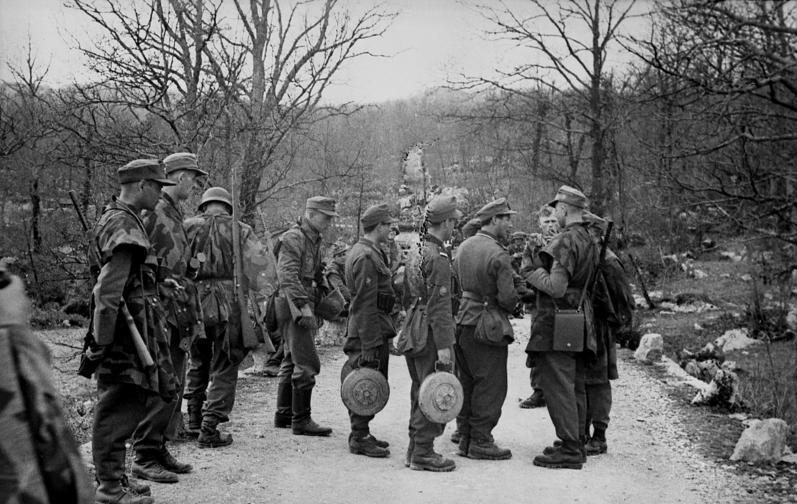
Militaires du détachement d'armée Serbie

Le détachement d'armée Serbie (en allemand : Armee-Abteilung Serbien) était un détachement d'armée de l'Armée de terre (Heer) de la Wehrmacht, formé le 26 septembre 1944 à partir de l'état-major du Militärbefehlshaber Südost.
Chargé de défendre la Serbie de l'avancée des forces soviétiques, partisan, et bulgare, le détachement d'armée Serbie a pris part à la bataille de Belgrade et couvert le retrait du groupe d'armées E à partir de la Grèce. Elle a été dissoute le 27 octobre 1944.

## Organisation

### Commandant
| Date                                | Grade                  | Commandant         |
| ----------------------------------- | ---------------------- | ------------------ |
| 26 septembre 1944 - 27 octobre 1944 | General der Infanterie | Hans-Gustav Felber |

## Zones d'opérations
- Balkans : Septembre 1944 - Octobre 1944

## Ordre de bataille
13 octobre 1944
- À la disposition du détachement d'armée Serbie
  - SS-Polizei-Regiment 5
- Gruppe General Müller
  - 1. Gebirgs-Division
  - 7. SS-Freiwilligen-Gebirgs-Division “Prinz Eugen”
- Gruppe General Schneckenburger
  - 2. Regiment “Brandenburg”
  - SS-Polizei-Gebirgsjäger-Regiment 18
  - Grenadier-Brigade (mot) 92
  - 117. Jäger-Division